# Compagnia di ventura
Le compagnie di ventura erano truppe mercenarie utilizzate nel basso medioevo, formate dai cosiddetti soldati di ventura, organizzate e guidate da un condottiero, generalmente detto capitano di ventura. Il principale scopo di tali compagnie era quello di arricchirsi il più possibile, e a tale finalità si schieravano a favore di un signore o di un altro, spesso rivali tra loro, sulla base di un ingaggio più vantaggioso.

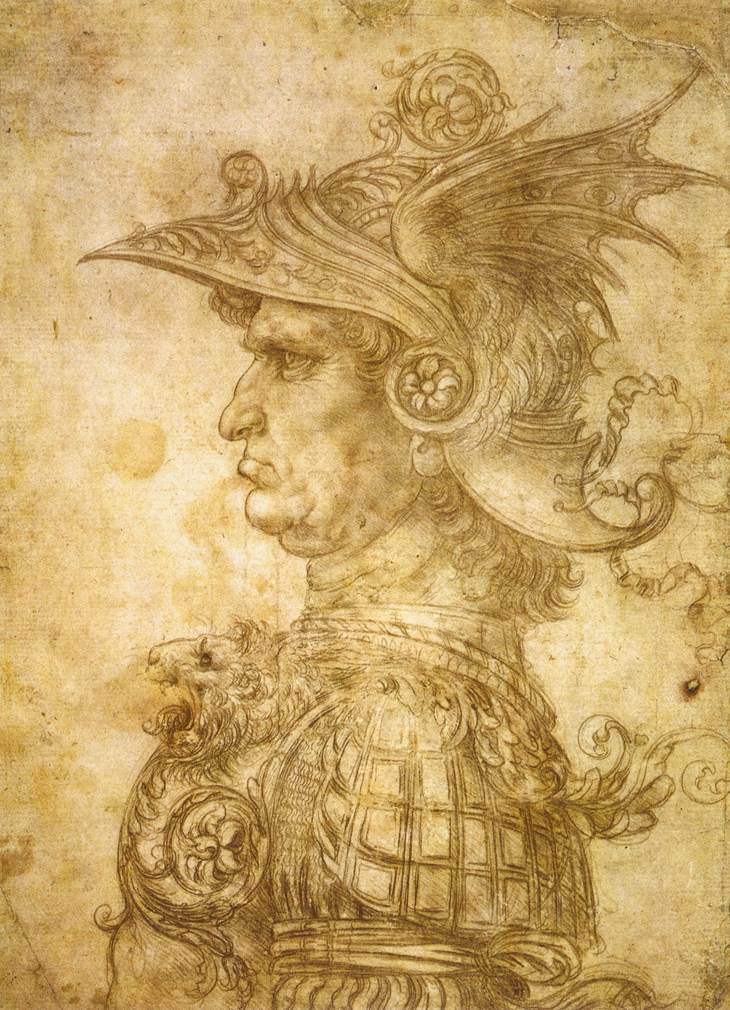
Ritratto di un capitano di ventura, cui era affidato il comando della compagnia, nel disegno di Leonardo da Vinci

## Storia
Fecero la loro comparsa in Italia al seguito di qualche Re o Imperatore, tra la fine del Duecento e l'inizio del Trecento: erano le masnade, formate da soldati di mestiere, prevalentemente di bassissima estrazione sociale, pronti ad uccidere e a farsi uccidere per denaro e per bottino. Note compagnie di ventura furono: la Compagnia Bianca, la Grande Compagnia, la Compagnia di San Giorgio, la Compagnia della Stella.
Nel corso del Quattrocento tutti i principi italiani utilizzarono queste truppe di professionisti della guerra, che avevano un livello superiore di addestramento ed una maggiore capacità di usare le nuove armi da fuoco. Le compagnie mercenarie declinarono in seguito alla nascita e al rafforzarsi degli stati nazionali. L'ultima compagnia di ventura degna di nota fu quella capitanata da Giovanni delle Bande Nere nei primi anni del Cinquecento.

### In Italia
Per contrastare le forze messe in campo dalle città di Firenze e Venezia nella Lega antiscaligera, molti mercenari discesero dalla Germania al seguito di Enrico VII di Lussemburgo, Federico I d'Asburgo, Ludovico il Bavaro o Giovanni I di Boemia, intervenuti per sostenere o combattere Mastino II della Scala. Al termine del conflitto, migliaia di soldati tedeschi rimasero in Italia, vivendo di saccheggio ed offrendosi o a questa o a quella città. Furono questi militari sbandati che diedero vita alla prime compagnie di ventura, nel 1337, con la compagnia di Uguccione della Faggiola, la Compagnia del Ceruglio e la Compagnia della Colomba, formatasi nei dintorni di Piacenza.
La prima unità di grandi dimensioni fu la Compagnia di San Giorgio, riunita da Mastino II della Scala e messa agli ordini di Lodrisio Visconti, che venne lanciata alla conquista di Milano e fu sconfitta nella battaglia di Parabiago. Le compagnie si imponevano una disciplina e una organizzazione, mentre non diminuiva la loro ferocia, peraltro esaltata ad ideale. Il Trecento fu il periodo in cui dilagarono in Italia le compagnie di ventura: ci furono spazio e committenti per tutti, nonché ricchezze da saccheggiare in abbondanza.
Le compagnie di ventura fecero la fortuna economica e politica di molti condottieri o Capitani di ventura, come Alberico da Barbiano, Angelo Tartaglia, Anichino di Bongardo, Bartolomeo Colleoni, Braccio da Montone, il Carmagnola, il Conte Lando, Federico da Montefeltro, Fra Moriale, Francesco Sforza, il Gattamelata, Giovanni dalle Bande Nere, Giovanni Acuto, Guarnieri d'Urslingen, Jacopo Caldora, Muzio Attendolo Sforza, Niccolò Piccinino e tanti altri che, grazie al proprio carisma ed alla concessione di libero saccheggio, riuscirono a coagulare attorno a sé questi masnadieri. Il termine condottiero deriva dalla parola "condotta", che era il contratto stipulato tra il sovrano e l'uomo d'armi.
L'Italia era, tuttavia, un miraggio che qualche volta deluse le speranze e le illusioni coltivate, come lo fu per Fra Moriale. Questi migliorò l'organizzazione della Grande Compagnia nel cui comando era succeduto a Guarnieri d'Urslingen; con essa ebbe grandi successi militando a volte per il Papa, a volte contro di lui, ma finì la sua carriera giustiziato ad opera di Cola di Rienzo.
Questi esempi sono i più significativi tra le compagnie guidate da condottieri stranieri che percorsero l'Italia devastando città e campagne al solo scopo di arricchirsi. Accanto a queste si misero in luce anche quelle guidate da capi italiani che presto soppiantarono gli stranieri; altrettanto feroci nella ricerca della ricchezza e del potere ma con una maggiore attenzione ai fini politici. Ecco, solo a titolo esemplificativo, le compagnie guidate da Ambrogio Visconti, Castruccio Castracani, Francesco Ordelaffi e Guidoriccio da Fogliano.
Molto spesso i capi italiani di queste compagnie provenivano da famiglie già potenti (il 60% dei capitani di ventura era di nobili origini): a volte erano titolari di signorie, che mettevano se stessi e la propria compagnia al servizio di altri potenti per aumentare ricchezze e potere in un intreccio diplomatico estremamente volatile, basti pensare ai Malatesta e agli Ordelaffi. A volte erano uomini di origine umile, se non infima, che vedevano nel servizio militare mercenario l'opportunità del proprio riscatto sociale e spesso assursero ad altissimi onori ed alla conquista di una propria signoria, anche se a volte effimera e velleitaria.

### Nel resto d'Europa

#### In Francia
Esse devastarono la Francia del XIV secolo sotto i regni di Giovanni II e di Carlo V. I loro componenti venivano reclutati in tutta Europa, ma soprattutto in Germania: molti di questi infatti erano stati assoldati da Edoardo III d'Inghilterra e poi licenziati dopo il trattato di Brétigny del 1360. Essi depredavano le campagne francesi e sollevavano le ire dei contadini che, armatisi, spesso riuscivano efficacemente a contrastarli.
Il connestabile di Francia Bertrand du Guesclin fu utilizzato per sbarazzare di queste compagnie il regno di Francia allontanandole in Spagna, ove combatterono per Enrico II di Castiglia contro il fratellastro Pietro il Crudele. Capi celebri di queste compagnie furono Arnaud de Cervole, Croquart, Bernardon de la Salle, Ugo di Calveley, Robert Knolles, Bétucat d'Albret, John Creswell e Cahours.
Tra le compagnie più note:
- i Tard-Venus: compagnia attiva in Francia nel XIV secolo. Si trattava di mercenari smobilitati dopo il trattato di Brétigny dell'8 maggio 1360. Agli ordini di Petit Meschin e di Seguin de Badefol, combatterono dalla Borgogna alla Linguadoca. Nella battaglia di Brignais del 1362 sconfissero Giacomo di Borbone, conte della Marche, che vi rimase ucciso con il figlio Pietro;
- la Compagnia Bianca: compagnia, formatasi anch'essa dopo il trattato di Brétigny, agli ordini John Hawkwood, noto in Italia con il nome di Giovanni Acuto. L'Acuto perfezionò la propria compagnia trasformandola in un'armata regolamentare, che presto si fece conoscere per la capacità bellica e la disciplina militare;
- gli Écorcheurs: compagnia di mercenari smobilizzati dopo il trattato di Arras del 1435 che devastò la Francia nel XV secolo.

## Caratteristiche
Le compagnie di ventura erano formate da truppe di soldati di ventura mercenari, organizzate e guidate da un condottiero detto capitano di ventura. Il condottiero era spesso un nobile caduto in rovina o che si dedicava a tale attività per pura bramosia di potere: infatti i condottieri finivano per guadagnare somme enormi e ricevere titoli nobiliari, cariche governative, feudi e terre, ponendo le basi per un solido avvenire politico e mettendo fine ad una vita di stenti. Ciò li portava quindi a seminare il terrore al loro passaggio e a far sì che ai malcapitati non restasse altro che pagare enormi indennizzi per aver salva la vita, che finivano quasi sempre col dissanguare le finanze locali. La presenza delle compagnie di ventura era dunque vista come un flagello, che lo stesso Francesco Petrarca definì come «una pestilenza più orrenda della stessa peste, una sciagura più grave del terremoto». Nel corso degli anni alcune casate nobiliari mostrarono una particolare inclinazione per tale attività, come nel caso dei Caldora, dei Colonna, dei Dal Verme, degli Orsini, degli Sforza e dei Visconti.

## Compagnie di ventura particolari

### Gli almogavari

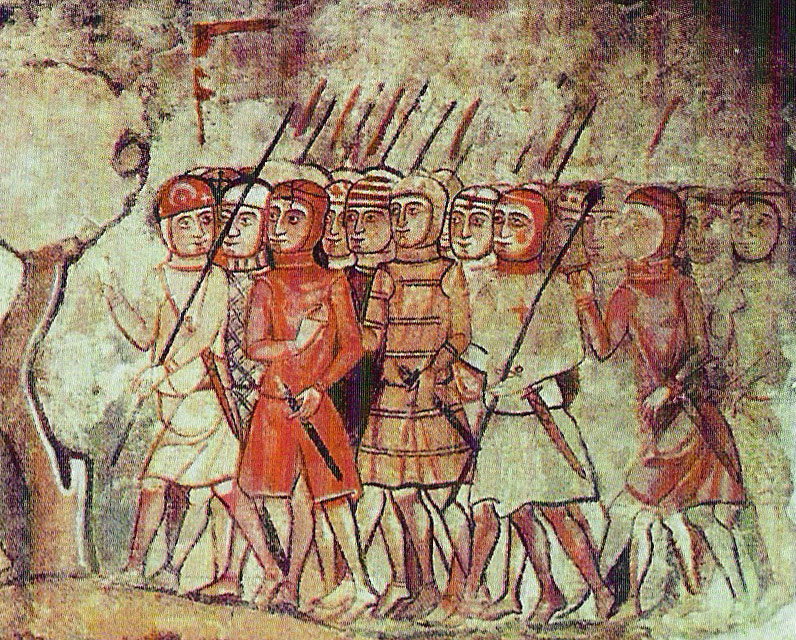
Una truppa di almogavari si prepara a conquistare Maiorca

Degli almogavari, mercenari che seguirono Pietro III d'Aragona nella conquista della Sicilia (1288), abbiamo una descrizione particolarmente significativa ed eloquente:
(Michele Amari, in La guerra del Vespro siciliano)

### Le masnade
Attraverso il provenzale maisnada (famiglia, servitù), dal latino mansionata (gente di famiglia), masnada, si identificava la schiera di servi che lavorava per una famiglia patrizia. Feudatari o signorotti locali non esitavano a servirsi di questo "esercito" improprio per imporre il proprio potere, più o meno legittimo, e per esercitare anche atti di violenza sulle popolazioni che fossero o meno sotto la propria giurisdizione. Il termine presto acquistò un'accezione negativa, passata ad indicare anche un gruppo di sbandati, di "senza disciplina".

Le masnade erano anche gruppi di grassatori, di predoni che si prestavano occasionalmente al servizio militare presso terzi. 
(Anonimo del XIV secolo)
 Ad essi si associavano i fuoriusciti dal proprio Comune, da dove una fazione avversa e vincente li aveva scacciati o cadetti che non trovavano spazio nella propria famiglia o nel proprio territorio di origine. Particolarmente attivi erano gli italiani esiliati, la cui prevalente aspirazione era quella di rientrare in possesso dei beni di cui erano stati spogliati o di riconquistare il Comune da cui erano stati cacciati. Queste brigate non erano ancora vere compagnie, la disciplina era pressoché nulla, l'organizzazione militare approssimativa, la fedeltà verso i loro committenti un'opzione, la sete di rivalsa e di bottino enorme.
Le masnade, nel contesto dell'Italia comunale del Trecento, indicavano anche le truppe stipendiarie del Comune. Molto spesso era affidato a particolari persone, distintesi per il loro merito e il loro impegno, il titolo di "capitano delle masnade", carica di eminente valenza militare, in quanto conferiva al possessore del titolo il pieno comando ed addestramento di queste truppe, al soldo del Comune.